# Barber Building

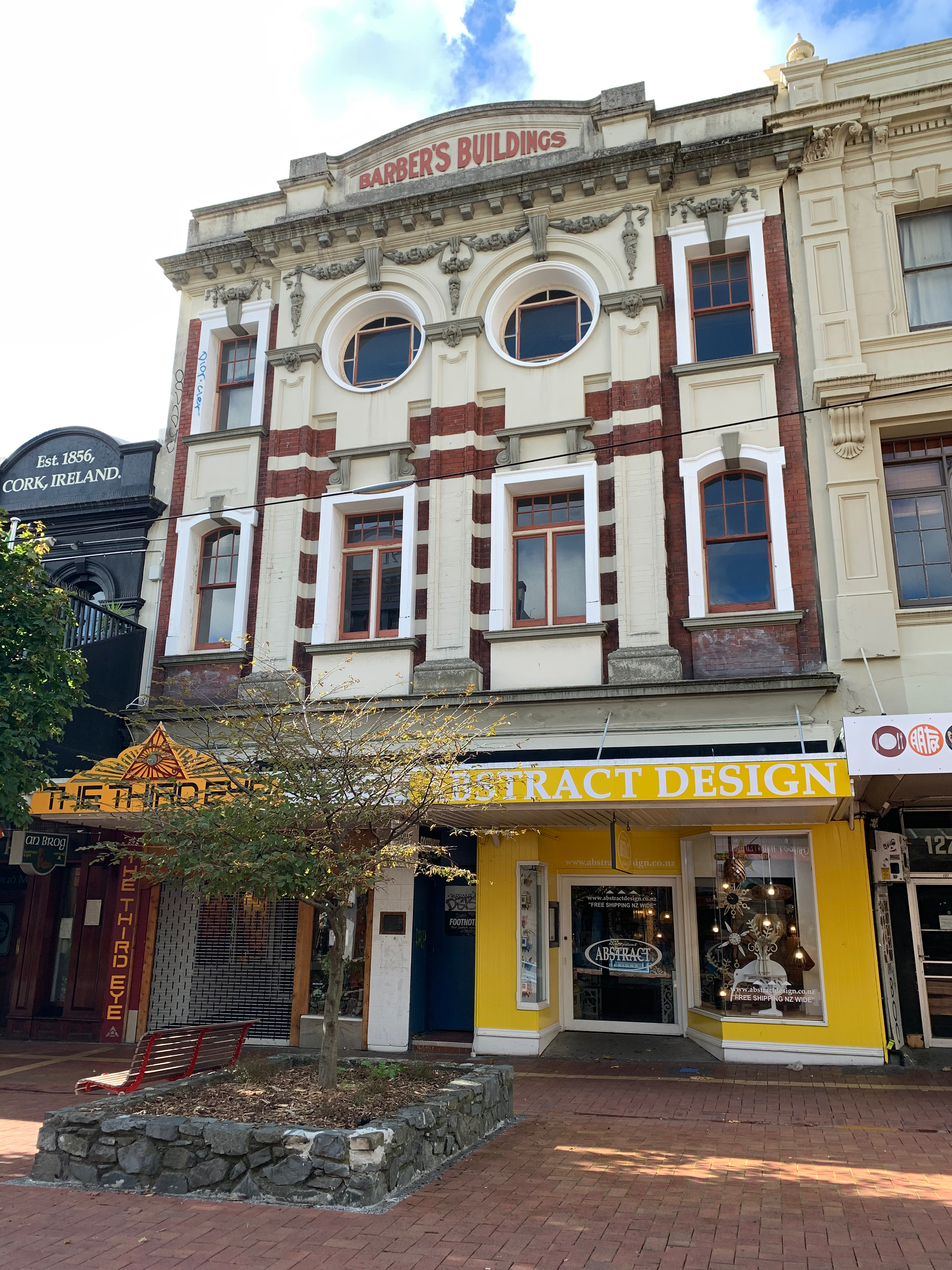
Barber Building

Das Barber Building (auch J.J Murphy's Bar) ist ein historisches Bauwerk, das sich in der Cuba Street 123–125 in der neuseeländischen Hauptstadt Wellington befindet. Das Gebäude wurde um 1910 von Crichton & McKay als Ladengeschäft errichtet.
Am 28. Juni 1984 wurde es vom New Zealand Historic Places Trust unter der Nummer 3630 als Denkmal der Kategorie 2 (Historic Place Category II) eingestuft. Heute ist es Teil des Flächendenkmals Cuba Street Historic Area.